# Rosalia Spirer
Rosalia Spirer (ur. 16 kwietnia 1900 w Gałaczu, zm. 30 marca 1990) – mołdawska architektka. Uważana za pierwszą kobietę w Mołdawii wykonującą ten zawód.

## Życiorys

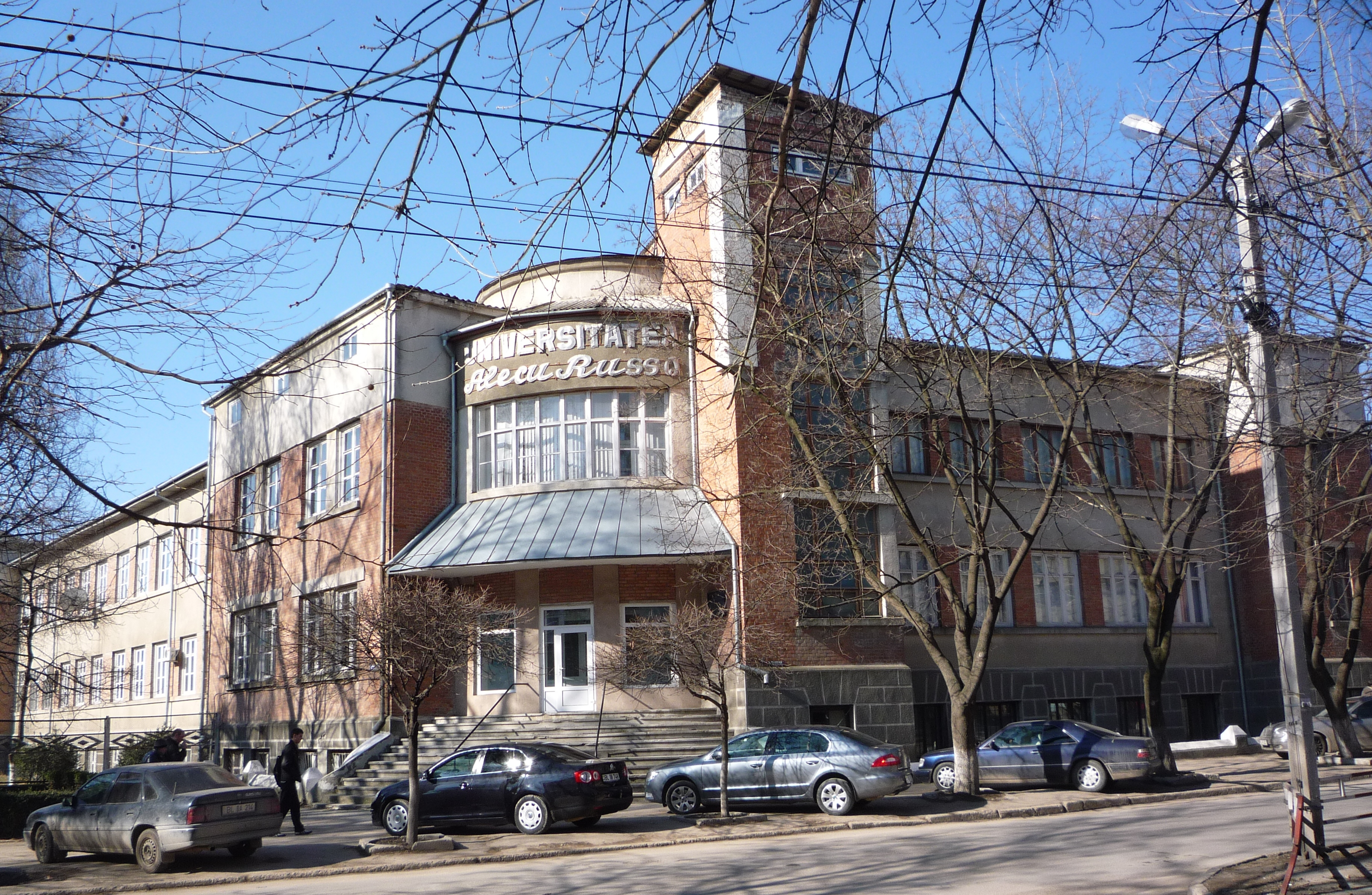
Modernistyczny budynek liceum dla dziewcząt. Obecnie siedziba rektoratu Uniwersytetu w Bielcach.

Urodziła się w rodzinie żydowskiej. Ojciec Ludwig pracował jako zarządca majątku. Studiowała architekturę w Universitatea de Arhitectură și Urbanism „Ion Mincu”. Studia ukończyła w 1924 roku, ale nie mogła znaleźć stałej pracy. Sytuacja jeszcze bardziej się skomplikowała, gdy nadszedł wielki kryzys. Dlatego w 1932 roku przyjęła propozycję pracy na stanowisku architekta w Bielcach. Zaprojektowała i nadzorowała budowę kilku budynków, m.in.: liceum dla dziewcząt w stylu modernistycznym (obecnie budynek uniwersytetu w Bielcach), liceum przemysłowego dla dziewcząt i liceum męskiego. Prowadziła prace przy przebudowie i przystosowaniu do nowych funkcji takich budynków, jak: domy właścicieli ziemskich Bodiesku na potrzeby prefektury i Markarowa na siedzibę burmistrza. Budynki te zostały wpisane do rejestru zabytków.
Po wybuchu wojny niemiecko-sowieckiej zostaje ewakuowana do Saratowa, a potem do Fergany. W 1944 roku wróciła do Kiszyniowa. Tam zajęła się odbudową budynku dawnego hotelu, który został zniszczony podczas wojny. Ponieważ uważała, że był to jeden z piękniejszych budynków Kiszyniowa, w nowym projekcie zachowała charakterystyczne cechy starego budynku. Zmieniła tylko jego wysokość, dodając jedno piętro, i wydłużyła skrzydła. Od 1950 roku budynek jest siedzibą biblioteki miejskiej im. B.P. Hasdeu. Była zatrudniona w Instytucie Mołdgiprostroj. Na początku lat 70. XX wieku zajmowała się projektowaniem wielopiętrowych budynków z użyciem przesuwnych szalunków. Jednym z nich był pierwszy w Kiszyniowie 9-piętrowy budynek mieszkalny. W 1972 roku przeszła na emeryturę.